# Menschen Leben Tanzen Welt
Menschen Leben Tanzen Welt ist ein Lied des deutschen Satirikers Jan Böhmermann. Es wurde im Rahmen einer Sendung von Neo Magazin Royale am 6. April 2017 vorgestellt und am selben Tag veröffentlicht.

## Hintergrund
In der am 6. April 2017 ausgestrahlten Sendung des Neo Magazin Royale kritisierte Böhmermann in einem 22-minütigen Monolog, der einen Tag zuvor bereits auf YouTube veröffentlicht worden war, die deutsche Popindustrie und die Echoverleihung 2017 am Folgetag. Er kritisierte unter anderem Max Giesinger, Tim Bendzko und Matthias Schweighöfer, welche angeblich ihre Texte nicht selber schrieben und mehr Wert auf Einnahmen statt auf Gehaltvolles legten. Die Texte der „neuen deutschen Pop-Poeten“ seien alle „belanglos“ und klängen wie „Werbebotschaften“, so der Satiriker weiter. Zudem existierten in den Musikvideos zahlreiche Produktplatzierungen. 
Um zu beweisen, wie standardisiert und austauschbar deutsche Popsongs seien, trugen Böhmermann und das Produktionsteam der bildundtonfabrik Kalendersprüche, Werbeslogans, Zeilen aktueller Popsongs sowie Tweets der YouTuber Bianca Heinicke und Sami Slimani zusammen; diese Textfragmente wurden dann von fünf Schimpansen aus dem Gelsenkirchener Zoo zufällig aneinandergereiht, wodurch der fertige Liedtext entstand. Das Pseudonym „Jim Pandzko“ ist entsprechend ein Wortspiel aus „Tim Bendzko“ und „Schimpanse“. Auch die bei der GEMA eingetragenen Komponisten Bono Beau und Olaf Utan sind Wortspiele aus „Bonobo“ und „Orang-Utan“. Produziert wurde Menschen Leben Tanzen Welt im Studio Debussy in Essen, die Abmischung wurde im Essener Klangwelt Studio vorgenommen. Ziel war es laut Böhmermann, mit diesem Lied den Echo 2018 zu gewinnen. Die Einnahmen sollten an die Rheinische Musikschule Köln gehen.

## Musikalisches und Inhalt
Menschen Leben Tanzen Welt ist in Strophe-Refrain-Form aufgebaut. In den zwei Strophen und der Bridge tauchen inhaltlich folgende Textfragmente auf:
- drei Tweets von Bianca Heinicke und zwei von Sami Slimani
- elf Werbeslogans von Köstritzer Schwarzbierbrauerei, Mercedes-Benz, T-Mobile, Yello Strom, Allianz SE, Müller, McDonald’s, Veltins, Schwarzkopf, König Pilsener und Deinhard
- zwei Textzeilen aus Wenn sie tanzt bzw. Du kannst das von Max Giesinger
- drei Sprichwörter

Die Textfragmente kommen zufällig aneinandergereiht vor und bilden keine zusammenhängende Logik. Auf die Strophen folgt mit den Worten Menschen, Leben, Tanzen und Welt der Refrain. Dies sind laut Böhmermann die vier meistgenutzten Themen der deutschen Popindustrie. Danach wird die Textzeile „Oh oh eh oh oh“ angehängt, um das Mitsingen des Liedes und die Eingängigkeit zu erleichtern.

## Rezensionen und Reaktionen
Menschen Leben Tanzen Welt wurde von den Medien positiv aufgenommen. Der Stern schrieb, man könne „mit einem Song, der in kürzester Zeit entstanden ist und an dessen Text-Zusammenstellung Affen beteiligt waren, [...] den Zustand der deutschen Popmusik anno 2017 nicht besser veranschaulichen.“ In einer auf der Satire aufbauenden Rezension des Musikexpress wird das Lied als der „gefühlvollste Song, den du heute hören wirst“ und als Ohrwurm bewertet.
Der Sänger der Toten Hosen, Campino, dessen Engagement bei der Wohltätigkeitsinitiative Band Aid 30 Germany von Böhmermann im November 2014 scharf kritisiert wurde, sagte bei der Echoverleihung 2017 mit Bezug auf das Video: „Lieber uncool sein als ein cooles Arschloch, das sich nicht konstruktiv einbringen kann“. Er sprach zudem von „Böhmermannschem Zeitgeistgeplapper“. Böhmermann antwortete auf seiner Facebook-Seite, immer noch in der Rolle des aufstrebenden Musikers, mit Floskeln und Zitaten aus Liedern der „Deutschpoeten“ und der Toten Hosen. Max Giesinger kann laut eigener Aussage „über das Video lachen“. 2018 trat er als Überraschungsgast auf einem Konzert Böhmermanns auf und sang das Lied selbst.

## Kommerzieller Erfolg
Bereits kurz nach Veröffentlichung erreichte Menschen Leben Tanzen Welt die zeitweilige Nummer-eins-Platzierung in den deutschen iTunes- und Amazon-Charts. Einen Tag nach Veröffentlichung stieg das Lied in die deutschen Singlecharts auf Platz 84 ein. In der zweiten Chartwoche erreichte das Lied mit Platz 10 die Top-10. Es ist nach Ich hab Polizei Böhmermanns zweiter Top-10-Erfolg in Deutschland. In der dritten Chartwoche fiel Menschen Leben Tanzen Welt auf Platz 33 ab, danach konnte sich das Lied nicht mehr in den deutschen Singlecharts positionieren. In den Ö3 Austria Top 40 stieg der Song auf Platz 46 ein und verblieb eine Woche in diesen Charts.
| ChartsChartplatzierungen | Höchstplatzierung | Wochen |
| ------------------------ | ----------------- | ------ |
| Deutschland (GfK)        | 10 (3 Wo.)        | 3      |
| Österreich (Ö3)          | 46 (1 Wo.)        | 1      |

## Musikvideo
Das Musikvideo von Menschen Leben Tanzen Welt zeigt Böhmermann singend, ähnlich gekleidet und darstellend wie Max Giesinger in seinem Musikvideo zu Wenn sie tanzt. Unterbrochen wird dies durch Abschnitte von fertigem Filmmaterial – sogenanntem Stock Footage. Ein weiteres Element ist offensive Produktplatzierung der fiktiven Getränkemarke Glump.